# Sveriges högst belägna vägar
Lista över några av Sveriges högst belägna vägar:
| Nummer          | Höjd   | Sträcka/Högsta punkt                     | Koordinater                                     | Kommentar |
| --------------- | ------ | ---------------------------------------- | ----------------------------------------------- | --- |
| -               | 1104m  | Hovärken, Lofsdalen                      | 62°7′42.4″N 13°19′4″Ö / 62.128444°N 13.31778°Ö  | Enskild väg, ej plogad vintertid. Bom vid 873 meter över havet.                                                     |
| -               | 1003 m | Nipfjället (övre parkeringen), nära Idre | 61°57′31″N 12°50′40″Ö / 61.958486°N 12.844391°Ö | Enskild väg, ej plogad vintertid. Allmän väg slutar vid Nipstugan (858 m, högst i Svealand).                        |
| Z 531           | 975 m  | Funäsdalen–Ljungdalen                    | 62°44′23″N 12°44′27″Ö / 62.739712°N 12.740707°Ö | Flatruetvägen. Högst av alla allmänna vägar i Sverige.                                                              |
| Z 824 / AC 1067 | 876 m  | Gäddede–Klimpfjäll, nära Stekenjokk      | 65°03′46″N 14°22′40″Ö / 65.062687°N 14.37767°Ö  | Kallas Vildmarksvägen. Högsta asfalterade vägen.                                                                    |
| Z 502           | 854 m  | nära Lofsdalen, Härjedalen               | 62°08′15″N 13°02′36″Ö / 62.137576°N 13.043432°Ö | Mellan Slagavallen och Sörvattnet                                                                                   |
| Länsväg 311     | 850 m  | Högvålen, söder om Tännäs                | 62°16′06″N 12°54′07″Ö / 62.268262°N 12.901855°Ö | Högst av alla nummerskyltade vägar                                                                                  |
| Riksväg 84      | 840 m  | nära norska gränsen                      | 62°38′31″N 12°05′27″Ö / 62.642014°N 12.090755°Ö | Högst av alla svenska riksvägar                                                                                     |
| W 1056          | 835 m  | Särna–Gördalen                           | 61°40′28″N 12°30′04″Ö / 61.674441°N 12.501111°Ö | |
| -               | 800 m  | Galtispuoda                              | 66°07′10″N 17°56′08″Ö / 66.119439°N 17.935628°Ö | |
| Riksväg 66      | 760 m  | vid Sälenfjällen                         | 61°09′29″N 13°07′15″Ö / 61.158103°N 13.120766°Ö | Högsta riksvägen i Svealand.                                                                                        |
| Riksväg 95      | 740 m  | nära norska gränsen                      | 66°45′11″N 15°56′59″Ö / 66.752965°N 15.949745°Ö | Högst i norra Norrland, enda riksvägen på kalfjället. Kallas Silvervägen.                                           |
| Länsväg 315     | 710 m  | Vemdalsskalet                            | 62°29′02″N 13°58′16″Ö / 62.483801°N 13.971219°Ö | |
| -               | 700 m  | Dundret                                  | 67°06′00″N 20°36′23″Ö / 67.100007°N 20.606359°Ö | Asfalterad. Stiger 370 höjdmeter över 5.3 km.                                                                       |
| Riksväg 70      | 695 m  | väster om Idre                           | 61°48′17″N 12°23′22″Ö / 61.804771°N 12.389359°Ö | |
| Länsväg 316     | 680 m  | Klövsjö                                  |                                                 | |
| E14             | 615 m  | Storlien                                 |                                                 | Högsta europavägen i Sverige.                                                                                       |
| E45             | 570 m  | Norr om Orsa, Dalarna                    |                                                 | |
| E10             | 540 m  | Inne i Kiruna                            |                                                 | Högst belägna staden i Sverige.                                                                                     |
| E12             | 525 m  | vid norska gränsen                       |                                                 | En tunnel är byggd på norska sidan på grund av svåra väderproblem (600 m höjd i tunneln, 650 m på den äldre vägen). |
| F 820           | 360 m  | Malmbäck–Bringetofta                     |                                                 | Sydväst om Nässjö. Högsta vägen i Götaland .                                                                        |
| Riksväg 40      | 330 m  | öster om Ulricehamn                      |                                                 | Högsta riksvägen i Götaland.                                                                                        |
| Riksväg 40      | 300 m  | öster om Ulricehamn                      |                                                 | Högsta motorvägen i Sverige.                                                                                        |

|  |  |  |